# Salina (Oklahoma)
Salina es un pueblo ubicado en el condado de Mayes en el estado estadounidense de Oklahoma. En el año 2010 tenía una población de 1396 habitantes y una densidad poblacional de 481,38 personas por km².

## Historia
Durante miles de años, los pueblos indígenas habían vivido a lo largo de los ríos en esta zona, con diferentes culturas. En el momento del encuentro europeo, los Osage eran una tribu importante en el área. Su territorio comenzó en el río Misuri y se extendió hacia el oeste, incluso hasta partes de la actual Arkansas.
En 1541 el explorador español Hernando de Soto y su expedición pasaron por la zona, al igual que la expedición de 1721 de Bernardo de la Harpe. Le dieron nombres en español a muchas de las corrientes locales, que los Osage ya habían nombrado.
En 1796, Jean Pierre Chouteau, un comerciante francés de St. Louis, estableció el primer puesto comercial en 1796 en el cruce del río Grand/Neosho y Saline Creek para hacer negocios con Osage. Recordado hoy como uno de los primeros asentamientos "blancos" (europeos-americanos) permanentes en la actual Oklahoma, en ese momento el área era parte de la Luisiana española. Estados Unidos tomó posesión de la tierra que incluía a Salina con la Compra de Luisiana en 1803.
En 1817, los barcos de quilla estaban desembarcando mercancías en Salina desde Ft. Smith, Arkansas, y el área se consideraba parte de lo que se conocía como "territorio indio" de los Estados Unidos. Ese año, el hijo de Chouteau, Auguste Pierre, y su socio Joseph Revoir recibieron una licencia exclusiva de las autoridades españolas para comerciar con Osage. En 1820, el gobierno español de la época le quitó el monopolio. Chouteau convenció a la tribu Osage, bajo el liderazgo de Cashesgra ("Big Trek"), de emigrar al territorio indio cerca del puesto comercial, y aseguró la supervivencia del negocio.
En 1820, el Departamento de Guerra de los Estados Unidos autorizó a Epaphras Chapman a establecer la Union Mission cerca de la desembocadura de Chouteau Creek para educar y convertir a los Osage. La misión tuvo la primera imprenta en la actual Oklahoma. Bajo su política de Remoción de Indios, el gobierno de Estados Unidos comenzó a remover tribus nativas americanas del sureste, dándoles tierras en el Territorio a cambio.
Los indios hervían sal del agua que se elevaba de la roca caliza a una milla al sur del puesto comercial. Los manantiales incluían un géiser de agua caliente que lanzaba agua hirviendo de 8 a 10 pies (3,0 m) al aire. Chouteau obtuvo los manantiales en un tratado en 1825 y los vendió a Sam Houston en 1830. Un Cheroqui, el Capitán John Rogers, comenzó a hacer sal de los manantiales y los llamó Grand Saline. Construyó su casa cerca. Washington Irving lo visitó el 6 de octubre de 1832, acompañado por Sam Houston. En 1838, el gobierno comenzó a trasladar a Cheroqui al área en implementación de la Ley de Remoción de Indios.
En 1839, Rogers operaba 115 hervidores de sal. Perdió las salinas en 1844 ante la Nación Cheroqui bajo una nueva ley que definía su territorio. El Cheroqui arrendó las obras a Lewis Ross (hermano del Jefe John Ross). Ross construyó una casa allí y operó el negocio de la sal utilizando mano de obra esclava afroamericana. Perforando en busca de agua salada, en 1859 Ross accidentalmente golpeó la primera veta de petróleo en el Territorio Indio (Oklahoma). Fluyó a razón de 10 barriles por día durante un año. Operaba dos tiendas en Salina.
En 1862, durante la guerra civil estadounidense, los soldados de la Unión bajaron sin oposición por el Gran Río a Salina y liberaron a todos los esclavos. Los soldados saquearon la casa de los Ross, hicieron que los esclavos cargaran todo en vagones y transportaron las mercancías a través de la frontera hasta el estado libre de Kansas. En 1872, la Nación Cheroqui compró la casa de Ross por $ 26,000 y la usó durante años como el Asilo de Huérfanos Cheroqui. Fue destruida por un incendio en 1899. Reconstruida, la estructura ahora se utiliza como gimnasio.
El jefe Cheroqui, Samuel Houston Mayes, estableció un negocio mercantil y de transbordadores en el Grand River en 1906.
El establecimiento del antiguo puesto comercial de Chouteau en Salina se conmemoró del 10 al 11 de octubre de 1938 y se ha convertido en una celebración anual. Entre los que hablaron en el evento inaugural se encontraban el gobernador electo Leon C. Phillips, el Dr. ML Wardell de la Universidad de Oklahoma, el Sr. Thomas J. Harrison de Pryor e Yvonne Chouteau, descendiente de Jean Pierre Chouteau.

## Geografía
Salina se encuentra ubicado en las coordenadas 36°17′33″N 95°9′9″O / 36.29250, -95.15250 (36.292576, -95.152608). La ciudad está situada en la orilla oriental del lago Hudson, formado por el embalse del Gran Río.
Según la Oficina del Censo de los Estados Unidos, la ciudad tiene una superficie total de 1,1 millas cuadradas (2,8 km²), (1,1 millas cuadradas ), de los cuales 1 milla cuadrada (2,6 km²) (1,0 milla cuadrada) son tierra y 0,1 millas cuadradas (0,3 km²) (8.04%) es agua.

## Demografía
Según la Oficina del Censo en 2000 los ingresos medios por hogar en la localidad eran de $23,519 y los ingresos medios por familia eran $31,000. Los hombres tenían unos ingresos medios de $26,552 frente a los $17,292 para las mujeres. La renta per cápita para la localidad era de $11,928. Alrededor del 20.4% de la población estaban por debajo del umbral de pobreza.

## En la cultura popular
Salina aparece en la escena final del primer episodio de Disney+ Loki en Marvel Cinematic Universe. Autoridades de la TVA viajan a Salina en el año 1858, donde descubren una figura desconocida que finalmente los mata.